# Auranofin
Auranofinul este o sare de aur utilizată ca antireumatic. Calea de administrare disponibilă este cea orală.

## Farmacocinetică
Biodisponibilitatea aurului după administrarea orală este de 15-35% , concentrația plasmatică maximă se realizează în 1,5-2,5 ore, se fixează în proporție mare de proteinele plasmatice și de eritrocite, timpul de înjumătățire biologică (plasmatic) este de 17 zile, eliminarea se face lent (dar ceva mai rapid decât după preparatele injectabile).

## Farmacodinamie
Eficacitatea în poliartrită reumatoidă este similară (sau ceva mai slabă) decât aceea după preparatele injectabile, proporția bolnavilor care beneficiază de tratament fiind 60-70%. Răspunsul terapeutic este lent, iar evoluția modificărilor radiologice este influențată mai puțin.

## Toxicitate
Auranofinul este, comparativ, bine suportat. Frecvența efectelor adverse este de circa 15% obligând la oprirea medicației la mai puțin de 10% din bolnavi. Reacțiile adverse sunt cele asemănătoare preparatelor de aur, producând frecvent diaree și dureri abdominale.

## Specialități
Oral, doza obișnuită 6 mg/zi (în 1-2 prize, la mese).